# Eerste klasse 1994-95 (basketbal België)
Het seizoen 1994-1995 was de 48e editie van de hoogste basketbalcompetitie van België.
De titelreeks van RC Maes Pils Mechelen werd onderbroken door Sunair BC Oostende dat zijn achtste landstitel behaalde. 
FTC Aarschot en Sobabee Antwerpen degradeerden.

## Naamswijziging
Racing Maes Pils Mechelen werd Racing Maes Flandria Mechelen

## Eindstand
|  |    |                               | P  | W  | V  | G | Ptn |
|  | -- | ----------------------------- | -- | -- | -- | - | --- |
|  | 1  | Sunair BC Oostende            | 26 | 23 | 3  | 0 | 46  |
|  | 2  | Spirou Charleroi              | 26 | 21 | 5  | 0 | 42  |
|  | 3  | Racing Maes Flandria Mechelen | 26 | 20 | 6  | 0 | 40  |
|  | 4  | Go Pass Pepinster             | 26 | 18 | 8  | 0 | 36  |
|  | 5  | Basket Brussels               | 26 | 17 | 9  | 0 | 34  |
|  | 6  | Union Quaregnon               | 26 | 13 | 13 | 0 | 26  |
|  | 7  | ISO Interim Castors Braine    | 26 | 12 | 14 | 0 | 24  |
|  | 8  | Bobcat Gent                   | 26 | 12 | 14 | 0 | 24  |
|  | 9  | ABB Leuven                    | 26 | 11 | 15 | 0 | 22  |
|  | 10 | GoodYear Aalst                | 26 | 11 | 15 | 0 | 22  |
|  | 11 | Cuva Houthalen                | 26 | 10 | 16 | 0 | 20  |
|  | 12 | Avenir Namur                  | 26 | 8  | 18 | 0 | 16  |
|  | 13 | Sobabee Antwerpen             | 26 | 6  | 20 | 0 | 12  |
|  | 14 | Free Time Center Aarschot     | 26 | 0  | 26 | 0 | 0   |

## Play-offs
- Best of three

Sunair BC Oostende - Go Pass Pepinster 79-85
Go Pass Pepinster - Sunair BC Oostende 58-59
Sunair BC Oostende - Go Pass Pepinster  86-82
Spirou Charleroi - RC Maes Flandria Mechelen 68-65
RC Maes Flandria Mechelen - Spirou Charleroi 69-68
Spirou Charleroi - RC Maes Flandria Mechelen 76-73
- Best of five

Sunair BC Oostende - Spirou Charleroi 69-54
Spirou Charleroi - Sunair BC Oostende 84-61
Sunair BC Oostende - Spirou Charleroi 70-68
Spirou Charleroi - Sunair BC Oostende 64-63
Sunair BC Oostende - Spirou Charleroi 76-67
1928 · 1929 · 1930 · 1931 · 1932 · 1933 · 1934 · 1935 · 1936 · 1937 · 1938 · 1939 · 1940 · 1941 · 1942 · 1943 · 1944 · 1945 · 1946 · 1947 · 1948 · 1949 · 1950 · 1951 · 1952 · 1953 · 1954 · 1955 · 1956 · 1957 · 1958 · 1959 · 1960 · 1961 · 1962 · 1963 · 1964 · 1965 · 1966 · 1967 · 1968 · 1969 · 1970 · 1971 · 1972 · 1973 · 1974 · 1975 · 1976 · 1977 · 1978 · 1979 · 1980 · 1981 · 1982 · 1983 · 1984 · 1985 · 1986 · 1987 · 1988 · 1989 · 1990 · 1991 · 1992 · 1993 · 1994 · 1995 · 1996 · 1997 · 1998 · 1999 · 2000 · 2001 · 2002 · 2003 · 2004 · 2005 · 2006 · 2007 · 2008 · 2009 · 2010 · 2011 · 2012 · 2013 · 2014 · 2015 · 2016 · 2017 · 2018 · 2019 · 2020 · 2021